# Luzonichthys taeniatus
Luzonichthys taeniatus är en fiskart som beskrevs av John Ernest Randall och John Mccosker 1992. Luzonichthys taeniatus ingår i släktet Luzonichthys och familjen havsabborrfiskar. Inga underarter finns listade i Catalogue of Life.